# Dypsidinae
Dypsidinae es una subtribu de plantas con flores perteneciente a la familia de las palmeras (Arecaceae). Contiene los siguientes géneros.

## Géneros
Según GRIN
- Adelodypsis Becc. = Dypsis Noronha ex Mart.
- Antongilia Jum. = Dypsis Noronha ex Mart.
- Chrysalidocarpus H. Wendl. = Dypsis Noronha ex Mart.
- Dypsidium Baill. = Dypsis Noronha ex Mart.
- Dypsis Noronha ex Mart.
- Haplodypsis Baill. = Dypsis Noronha ex Mart.
- Haplophloga Baill. = Dypsis Noronha ex Mart.
- Lemurophoenix J. Dransf.
- Macrophloga Becc. = Dypsis Noronha ex Mart.
- Marojejya Humbert
- Masoala Jum.
- Neodypsis Baill. = Dypsis Noronha ex Mart.
- Neophloga Baill. = Dypsis]] Noronha ex Mart.
- Phloga Noronha ex Benth. & Hook. f. = Dypsis Noronha ex Mart.
- Phlogella Baill. = Dypsis Noronha ex Mart.
- Trichodypsis Baill. = Dypsis Noronha ex Mart.
- Vonitra Becc. = Dypsis Noronha ex Mart.